# Nicky Hoffmann
Nicky Hoffmann (19 agosto 1940 – 9 gennaio 2018) è stato un calciatore lussemburghese, di ruolo centrocampista.

## Carriera

### Club
Tra il 1960 ed il 1968 ha giocato nella prima divisione lussemburghese, prima con il Grevenmacher per una stagione e successivamente con l'Aris Bonnevoie, con cui ha anche vinto 2 campionati ed una coppa nazionale; nell'arco di queste stagioni disputa inoltre anche 2 partite in Coppa dei Campioni (una nel 1964 ed una nel 1966). Successivamente, dal 1968 al 1972 ha giocato con l'Etzella Ettelbruck, militando per 3 stagioni consecutive nella seconda divisione lussemburghese ed infine per un'ulteriore stagione (la 1971-1972) in prima divisione.

### Nazionale
Tra il 1960 ed il 1972 ha collezionato 50 presenze e segnato 2 gol con la nazionale lussemburghese, di cui per 15 partite è anche stato capitano.
Nell'arco di questi 12 anni ha in particolare giocato anche 9 partite nelle qualificazioni ai Mondiali (nelle quali l'8 ottobre 1961 in una vittoria casalinga per 4-2 contro il Portogallo ha anche messo a segno una delle sue 2 reti in nazionale) e 9 partite nelle qualificazioni agli Europei, oltre a 32 partite amichevoli.

## Palmarès

### Club

#### Competizioni nazionali
- Campionato lussemburghese: 2

Aris Bonnevoie: 1963-1964, 1965-1966
- Coppa del Lussemburgo: 1

Aris Bonnevoie: 1966-1967